# Introïtus
Het introïtus (van het Latijnse introitus: intocht, begin, voorspel) is het eerste deel van het proprium van de mis. Het is een antifonaal gezang, dat wil zeggen, een gezang (in dit geval een psalm), met een terugkerend refrein (vaak uit dezelfde psalm).
Het introïtus werd geïntroduceerd door paus Celestinus I als een gezang bij de intrede van de priester. Het eerste woord van het introïtus geeft vaak de naam aan de zondag. Zo wordt de vierde zondag van de vastentijd bijvoorbeeld 'zondag Laetare' genoemd.
Een introïtus kan ook deel uitmaken van votiefmis, zoals een requiem of dodenmis.